# Liu Shoubin
Liu Shoubin (chiń. 刘寿斌, ur. 3 marca 1968) – chiński sztangista, dwukrotny medalista olimpijski.
Brał udział w dwóch igrzyskach (IO 88, IO 92), na obu zdobywał medale. W 1988 był trzeci w wadze do 56 kilogramów, cztery lata później był drugi w tej samej kategorii. Zdobył mistrzostwo świata w 1990, był drugi w 1987, 1989 i 1991. Pobił dwa rekordy świata. Był drugi w igrzyskach azjatyckich w 1990.